# Betty Boop's Hallowe'en Party

Betty Boop's Hallowe'en Party  ou en français  Betty Boop fête Halloween est un dessin animé réalisé en 1933 par les Fleischer Studios, et mettant en scène Betty Boop.

## Synopsis
Betty Boop prépare avec l'aide de Mr Scary une soirée Halloween.
Tout se passe pour le mieux jusqu'à ce que débarque dans la ville un gorille géant qui tente de gâcher la fête.
Betty Boop éteint la lumière, ce qui permet aux esprits d'Halloween d'apparaitre et de chasser le méchant gorille géant.

## Accusation de racisme
Ce cartoon est censuré à cause des préjugés raciaux avec le gorille caricaturé en afro américain.

## Chansons
Dans cet épisode, Betty Boop chante Let's All Sing Like the Birdies Sing.